# Stylonematophyceae
Classe
Ordres de rang inférieur
- Rufusiales
- Stylonematales

Les Stylonematophyceae sont une classe d’algues rouges unicellulaires ou pseudofilamenteuses de la sous-division des Proteorhodophytina.

## Liste des ordres
Selon AlgaeBase (15 janvier 2021), NCBI (7 août 2013) et World Register of Marine Species (7 août 2013) :
- ordre des Rufusiales Zuccarello & J.A.West
- ordre des Stylonematales K.M.Drew

Selon ITIS (7 août 2013) :
- ordre des Stylonematales